# أوبيرون (قمر)
أوبيرون ويعرف أيضاً باسم أورانوس الرابع. وهو أبعد قمر من الأقمار الرئيسية لأورانوس. وهو ثاني أكبر أقمار أورانوس وكذلك ثاني أكبر الأقمار في الكتلة أيضاً. وترتيبه تاسع أقمار المجموعة الشمسية من حيث الكتلة. اكتشفه ويليام هيرشل سنة 1787. وقد اشتق اسمه من مسرحية ويليام شكسبيرحلم ليلة صيف. يقع مدار أوبيرون جزئياً خارج الغلاف المغناطيسي لأورانوس.
يعتقد غالباً أن أورانوس قد تشكل من القرص المزود الذي كان محيطاً بأورانوس بعد تشكله. يحتوي القمر على كميات متساوية من الصخور والجليد، ومن الممكن أن تكون نواته صخرية بحيط بها دثار جليدي. ومن الممكن أن تتواجد طبقة من الماء في المنطقة الحدودية ما بين النواة والدثار. يميل سطح أوبيرون إلى اللون الأحمر قليلاً وهو معتم. ويبدو أن شكل سطحه الرئيسي نتج عن الاصطدامات النيزكية. فسطحه مغطى بعدد هائل من الفوهات الصدمية يصل مجموعها إلى قطر 210 كم. كما خضع أوبيرون لعمليات صدعية خلال مراحل تاريخه نتيجة تمددات في داخله أثناء المراحل المبكرة لتطوره.

## الاكتشاف والتسمية
اكتشف ويليام هيرشل القمر أوبيرون في 11 يناير عام 1787 ، وفي نفس اليوم اكتشف تيتانيا أكبر أقمار أورانوس. أعلن لاحقًا عن اكتشافه لأربعة أقمار إضافية، على الرغم من الكشف لاحقًا أنها ليست أقمار حقيقية بل زائفة. لم يُرصد أي من تيتانيا وأوبيرون في الخمسين سنة التالية تقريبًا من اكتشافهما بواسطة أي أداة غير هيرشل، على الرغم من إمكانية رؤية القمر من الأرض باستخدام تلسكوب هواة حالي عالي الجودة.
سُمِّيت كل أقمار أورانوس على أسماء شخصيات ابتكرها ويليام شكسبير أو ألكسندر بوب. اشتُق اسم أوبيرون من ملك الجنيات أوبيرون في مسرحية حلم ليلة منتصف صيف. اقترح جون ابن ويليام هيرشل أسماء أقمار أورانوس الأربعة المعروفة في عام 1852، وذلك بطلب من ويليام لاسيل الذي اكتشف القمرين الآخرين أرييل وأومبريل قبل ذلك بعام. إن الصفة من اسم القمر أوبيرون هي أوبيرونيان.
أُشير في البداية إلى أوبيرون بمثابة «قمر أورانوس الثاني»، وأُعطي اسم أورانوس2 في عام 1848 من قِبل ويليام لاسيل، على الرغم من استخدامه لترقيم ويليام هيرشل في بعض الأحيان (حيث كان تيتانيا هو أورانوس2، وأوبيرون هو أورانوس 4). رقّم ويليام لاسيل في النهاية عام 1851 أقمار أورانوس الأربعة حسب مسافاتها من الكوكب باستخدام الأرقام الرومانية، ومنذ ذلك الحين سُمي أوبيرون أورانوس4.

## المدار
يدور أوبيرون حول أورانوس على بعد 584000 كيلومتر تقريبًا، وهذا ما يجعله القمر الأبعد عن الكوكب من بين الأقمار الخمسة الرئيسية. يتمتع أوبيرون بانحراف مداري صغير ويميل بالنسبة إلى خط استواء أورانوس. يبلغ دوره المداري نحو 13.5 يوم، وهذا يتزامن مع فترة تناوبه. بكلمات أخرى، أوبيرون عبارة عن قمر متزامن مقيد مديًا، ودائمًا يقابل وجه واحد من وجهيه كوكب أورانوس. يقضي أوبيرون جزءًا كبيرًا من مداره خارج الغلاف المغناطيسي لأورانوس، ونتيجة لذلك، تضرب الرياح الشمسية سطحه بشكل مباشر. وتكمن أهمية هذا في أن بلازما الغلاف المغناطيسي تضرب نصفي كرة الأقمار المتعاقبين التي تدور داخل الغلاف المغناطيسي، والتي تدور بشكل متزامن مع الكوكب. قد يؤدي هذا الضرب من قبل البلازما إلى تعتيم نصفي كرة القمر المتعاقبين، والتي تُرصد بشكل واقعي في كل أقمار أورانوس ما عدا أوبيرون.
تخضع أقمار أورانوس إلى دورة موسمية شديدة (بما فيها أوبيرون)، لأنّ أورانوس يدور حول الشمس وهو على جانبه تقريبًا (أي يتموضع قطباه الشمالي والجنوبي في مكان تموضع خط الاستواء لمعظم الكواكب) ، وتدور أقماره في المستوي الاستوائي للكوكب. يقضي كل من القطبين الشمالي والجنوبي اثنين وأربعين عامًا في ظلام كامل، واثنين وأربعين عامًا أخرى معرضين بشكل مستمر لضوء الشمس، ويكون شروق الشمس بالقرب من السمت الرأسي فوق أحد القطبين عند كل انقلاب شمسي. تزامن تحليق فوياجر2 مع الانقلاب الشمسي الصيفي في نصف الكرة الجنوبي من أورانوس في عام 1986، عندما كان نصف الكرة الشمالي بالكامل تقريبًا غارقًا في الظلام. يصبح الاحتجاب المتبادل بين أقمار أورانوس ممكنًا مرة واحدة كل 42 عامًا، وذلك عندما يكون أورانوس في الاعتدال الشمسي، ويتقاطع مستواه الاستوائي مع الأرض. رُصد هكذا حدث وقد استمر لمدة ست دقائق في 4 مايو في عام 2007 عندما حجب أوبيرون القمر أومبريل.